# Пекинский международный кинофестиваль
Пеки́нский междунаро́дный кинофестива́ль (кит. трад. 北京国际电影节, англ. Beijing International Film Festival) — ежегодный кинофестиваль, основанный в 2011 году, который проходит в Пекине (Китай). Фестиваль поддерживается и спонсируется правительством муниципалитета Пекина. С момента его основания фестиваль посещают голливудские звёзды, режиссёры, продюсеры и руководители студий. Так как кассовые сборы фильмов в Китае с каждым годом растут, фестиваль стремится создать широкий форум для взаимодействия между китайцами и международными киностудиями.

### Фестиваль 2015 года
5-й Пекинский международный кинофестиваль проходил с 16 по 23 апреля 2015 года. От Украины в Главном конкурсе был представлен фильм «Несломленная» (или «Битва за Севастополь»), актриса которого Юлия Пересильд получила награду за лучшую женскую роль. Лучшим фильмом стал «Начало времени» мексиканского режиссёра Бернардо Арельяно.

### Фестиваль 2016 года
На следующий 2016 год на VI кинофестивале единственным российским фильмом из вышедших в финал из 15 картин из 12 стран стал также фильм режиссёра Сергея Мокрицкого, также не тему Великой Отечественной войны — «Я — Учитель».